# دانيال أومالي
دانيال أومالي (بالإنجليزية: Daniel O'Malley)‏ هو كاتب خيال علمي أسترالي، ولد في 1950 في كانبرا في أستراليا.

## وصلات خارجية
- دانيال أومالي على موقع IMDb (الإنجليزية)